# Louis Neumann
Louis Neumann (1827 - 1903) fue un botánico, explorador, y horticultor del Jardin des Plantes de París, francés (de 1849 a 1878. Era el hijo de otro botánico: Joseph Henri François Neumann.

## Algunas publicaciones

### Libros
- 1846. Art de construire et de gouverner les serres. Ed. Audot. 115 pp.
- 1846. Notions sur l'art de faire les boutures: suivies des meilleurs méthodes employées pour l'emballage et le transport des plantes vivantes, durant les longues traversees. Ed. Audot. 167 pp. En línea

## Reconocimientos[1]
- Miembro de la "Sociedad Central de Horticultura de Francia, 1863; su secretario, de 1865 a 1866
- Editor de "Nouveau Jardinier Illustré", 1865 a 1893

## Eponimia
Especies
- (Amaryllidaceae) Habranthus neumannii Roitman, J.A.Castillo & Maza[2]
- (Apiaceae) Pimpinella neumannii Engl. ex Hutch. & E.A.Bruce[3]
- (Asteraceae) Coreopsis neumannii Sherff[4]
- (Asteraceae) Echinops neumannii O.Hoffm.[5]